# 内牧公園
内牧公園（うちまきこうえん）とは、埼玉県春日部市内牧にある春日部市営の公園。公園事務所、遊戯施設及び駐車場がある。内牧アスレチック公園とも言う。公園そのものではないが、水田の周辺に埼玉県さいたま市岩槻区裏慈恩寺・小溝にまたがる、長大な農道兼遊歩道があり、この付近一帯は内牧サイクリング道路と呼ばれている。実際、この一帯田植え時期、水田を所有している農家（農耕車）以外自家用車は基本的に立ち入り禁止。

## 概要
遊歩道は広大な田園地帯を包み込むような周回コースと、中心を横切るコースから構成される。周回コースの北側や、駐車場周辺には桜が植樹され、絶好の花見スポットとなっている。
広場ではゲートボールが想定されており、野球等その他の球技は禁止されているが、守られてはいない。
この遊歩道を含む一帯は黒沼水田といい、昔は沼地であった。近隣の岩槻区裏慈恩寺貝塚地区には縄文時代後期の遺跡があり、多数の貝殻が発掘されている。縄文人が食したものである。縄文時代この近辺は海辺であった。内牧公園数キロ先、豊春地区には花積貝塚がある。かつて人文地理学者の三友国五郎はここで研究活動をした。
来園方法は北春日部駅か豊春駅から徒歩の他、自動車、自転車による場合と春日部駅西口からバスで共栄大学前停留所からの徒歩である。駐車場は第一、第二、第三、仮第一、仮第二（自動車277台）があり、一部は場内暴走防止のため、段差舗装が為されている。自転車駐輪スペースもある。
北側コースと中央コースは相互に行き来できる連絡路（農道）があり、何通りかのコース設定ができるが、南側コースと中央コースは連絡路が無い。ただ、水路の上に蓋が被せてある所があるが、危険であるから通行は控えるべきである。中央コースには水路に蓋が被せていない所があり、子ども連れの歩行者は注意すべきである。
遊歩道への車の乗り入れについては、農業車両以外は乗り入れないで下さいと、市の掲示があるが、出入り口が多数あること、近隣工場従業員の通勤の近道となっていたり、知らずに乗り入れる者がいて、特に夜間は歩行者にとって危険な場合がある。

## 周辺
- 内牧地区は梨の直売農家が多い。
- ここ内牧公園他に内牧塚内古墳群や江戸期の遺跡（廃寺跡）など内牧地区は遺跡が点在する。竪穴建物広場（内牧公園）で、平成7年（1995年）度手づくり郷土賞（歴史・文化部門）受賞。

## 交通
- 電車：東武伊勢崎線北春日部駅下車（西口）徒歩30分・東武野田線豊春駅下車徒歩30分
- 春日部駅西口・八木崎駅から朝日自動車で（春日部エミナース行き）共栄大学・共栄学園短期大学前バス停下車徒歩10分
- 自動車等：国道16号バイパスから梅田西交差点を白岡方向（県道春日部菖蒲線） へ約2キロメートル。

## 将来
農業従事者の高齢化や後継者不足により、将来的には水田部分も公園として整備する構想が浮上している。